# Museo de Historia Local de Melitópol
El museo de Historia Local de Melitópol (en ucraniano: Мелітопольський краєзнавчий музей; transl.: Melitopol'skyy Krayeznavchyy muzey) es un museo ucraniano de historia ubicado en la ciudad homónima, en el óblast de Zaporiyia.
El local, ubicado en la antigua Mansión Chernikov, expone objetos y obras relacionados con la historia local y regional.
Hasta marzo de 2022, Leila Ibragimova fue la directora del centro.

## Historia
En 1900 el gobierno local adquirió 180 aves disecadas por 750 rublos siendo esta la primera colección. Diez años después adquirieron la Realschule local, y el 1 de mayo de 1921 el Museo Regional inauguró un edificio en la calle Dzherzhinsky siendo el profesor D. Serdyukov el primer director.
En 1928 el museo abarcaba tres pequeñas salas y un pasillo con temáticas históricas y naturales, etnográficos y arqueológicos. Sin embargo, el poco espacio y el desorden dificultaba el acceso a las colecciones.
A comienzos de los años 30 I. P. Kurylo Krymchak llevó a cabo una extensiva obra de conservacionismo protegiendo las reservas naturales de Pryazovia, los cuales estaban destinados a la agricultura, sin embargo, en enero de 1935 fue destituido de su cargo y arrestado. Durante la II Guerra Mundial fue impuesto por las autoridades alemanas como alcalde y volvería a retomar su puesto como director del museo.
En 1967 la sede se trasladó a la antigua mansión Chernikov, situado en la calle Karl Marx (Mykhailo Hrushevsky en el presente). A partir de 1971, B. D. Mikhailov pasaría a ser el director, y al año siguiente se crearía la maqueta del "Asalto de las tropas soviéticas a la Línea Panther-Wotan en octubre de 1943".
Tras la ocupación rusa de la ciudad en marzo de 2022, Leila Ibragimova, entonces directora del museo fue arrestada en su domicilio y trasladada a un punto desconocido. También se ha reportado casos en los que las tropas han expoliado varias piezas: colección de oro de origen escita descubierto por arqueólogos en los años 50, 198 piezas doradas, armas antiguas y monedas y medallas de varios siglos de antigüedad.

## Edificio
La Mansión Chernikov, de tres pisos, fue construida en 1913. Los interiores del edificio están decorados con estilo estuco. Ivan Yegorovich Chernikov fue elegido en dos ocasiones como presidente del ayuntamiento (de 1891 a 1895 y de 1901 a 1905) Los hermanos Chernikov fueron propietarios de una sociedad mercantil que proveía material a los fabricantes locales. En el primer piso había una tienda de máquinas de coser de la compañía estadounidense: Singer, y en el segundo y tercero: material para servicios residenciales.
La familia emigró en 1917 a Francia. Tres años después el edificio pasaría a ser el cuartel general del General Wrangel. En los años 20 y 30 fue la sede de varias organizaciones obreras, y posteriormente, tras la II Guerra Mundial y la consecuente ofensiva de Melitópol albergó varios comités del PCUS y el Komsomol.
En la planta principal hubo una caja de ahorros durante varios años. 
En 1967, las autoridades municipales transfirieron el edificio al museo.

## Exposiciones

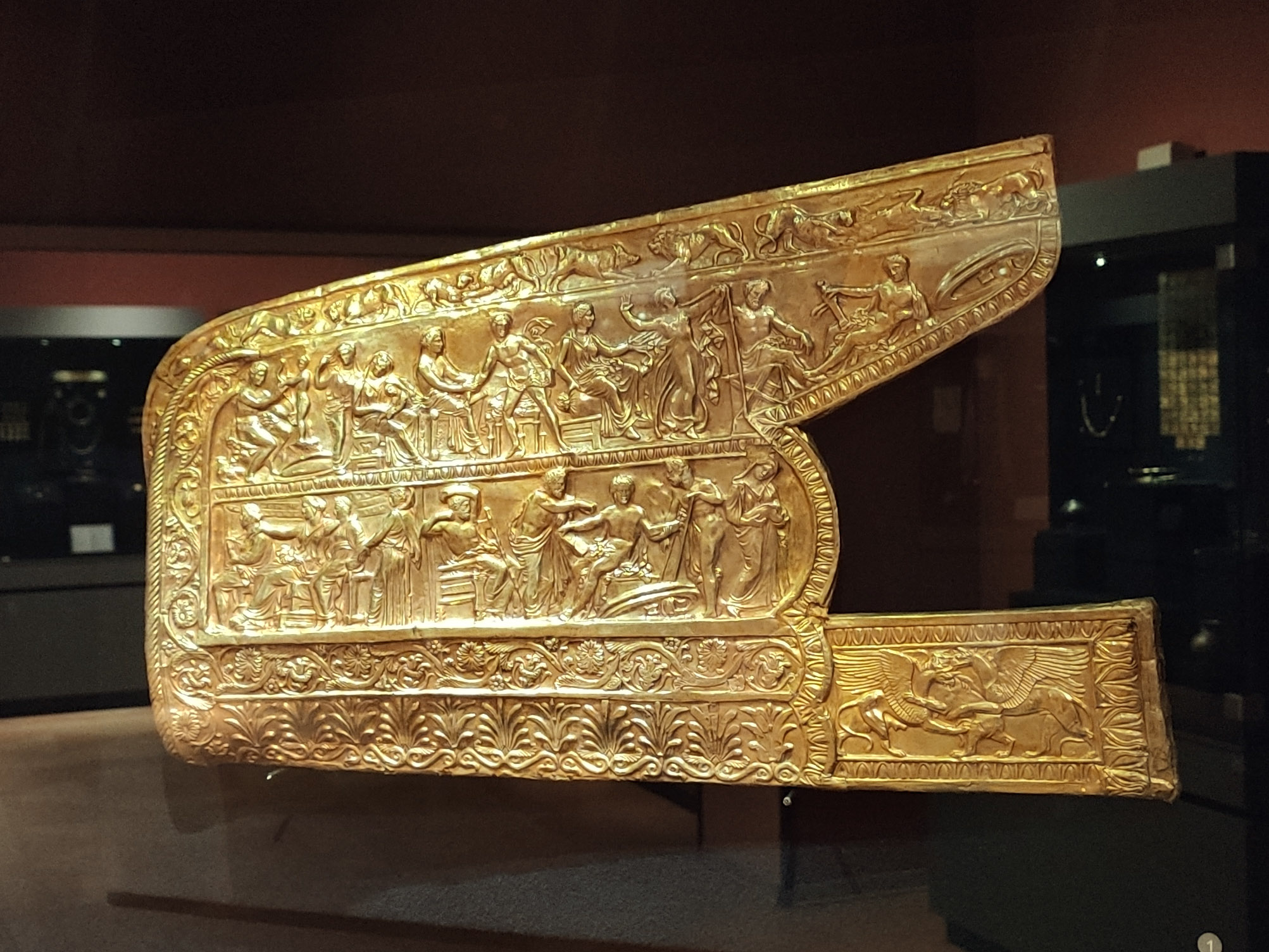
Gorytos de oro escita del a. C

La colección del museo consiste en aproximadamente 60 000 objetos, incluido una colección única de oro escita del siglo IV a. C obtenida como resultado de unas excavaciones en un kurgán. También se encuentra una destacable colección numismática de monedas, medallas, sellos, placas etc,. La mayor parte se obtuvo en 1986 como resultado de un descubrimiento casual durante unas excavaciones en las que se hallaron varias monedas de plata que databan de 1895 a 1925.
Otras muestras son la colección de textiles que refleja las diferentes características de los distritos de la zona, además de muebles antiguos, porcelana y cerámica. En cuanto a los elementos naturales, se incluye muestras geológicas, paleo9ntológicas, botánicas, zoológicas y especímenes entomológicos.
En cuanto a la cultura popular y social, hay una diversa colección de fotografías, libros y documentos que detallan los aspectos económicos, políticos de la vida cultural de Melitópol. La colección artística incluye obras del artista Olexandr Tyshler. Otro objeto significativo es la lápida de Doukhobor esculpida por la familia Doukhobor, quienes se fueron al exilio desde su Melitópol natal hacia Bogdanovka.
Sin embargo, muchos de estos objetos fueron saqueados por los rusos durante la invasión rusa de 2022.

## Galería

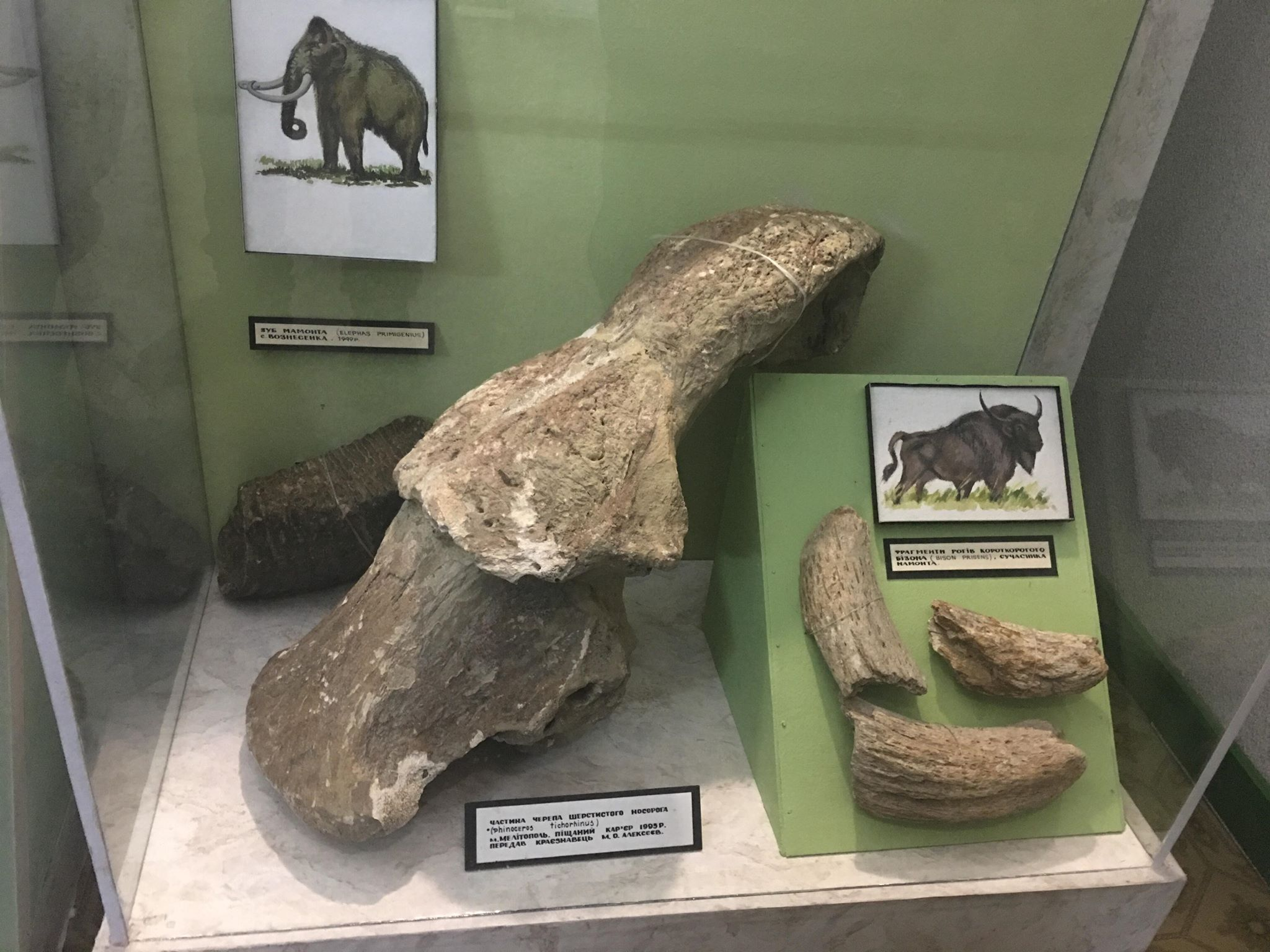
Fauna de la edad del hielo
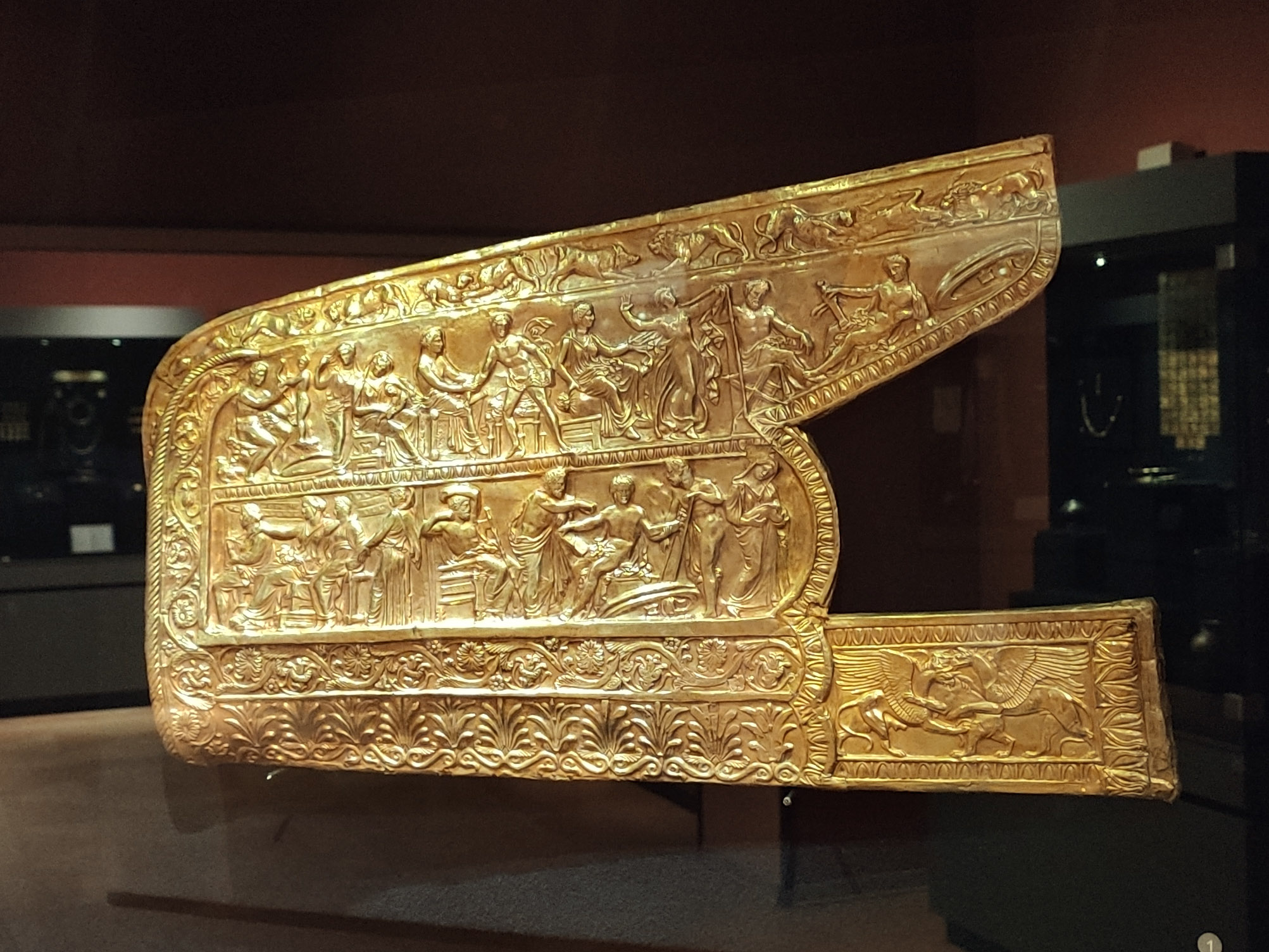
Gorytos de oro escita del siglo IV a. C
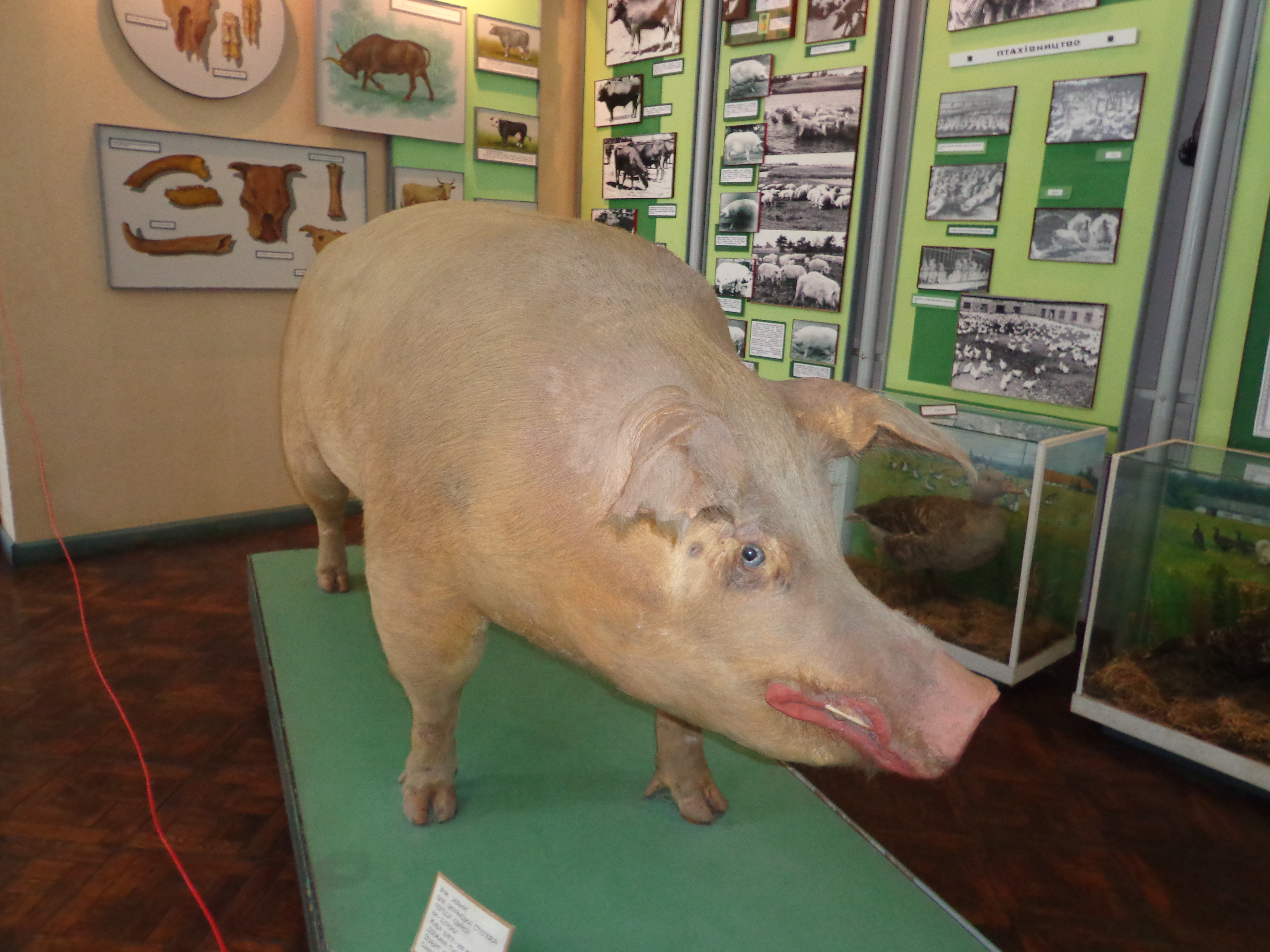
Animal en el museo
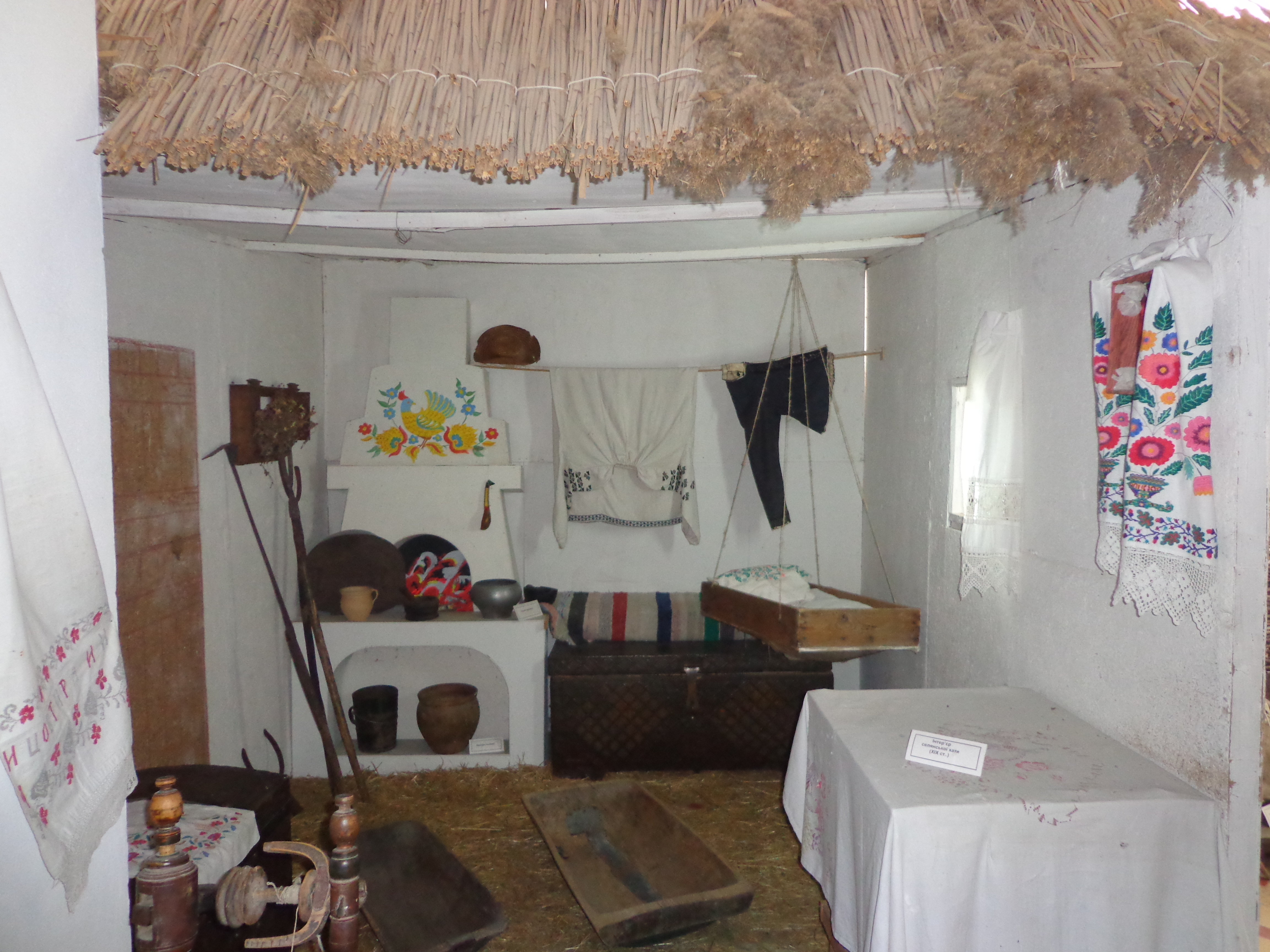
Cabaña antigua
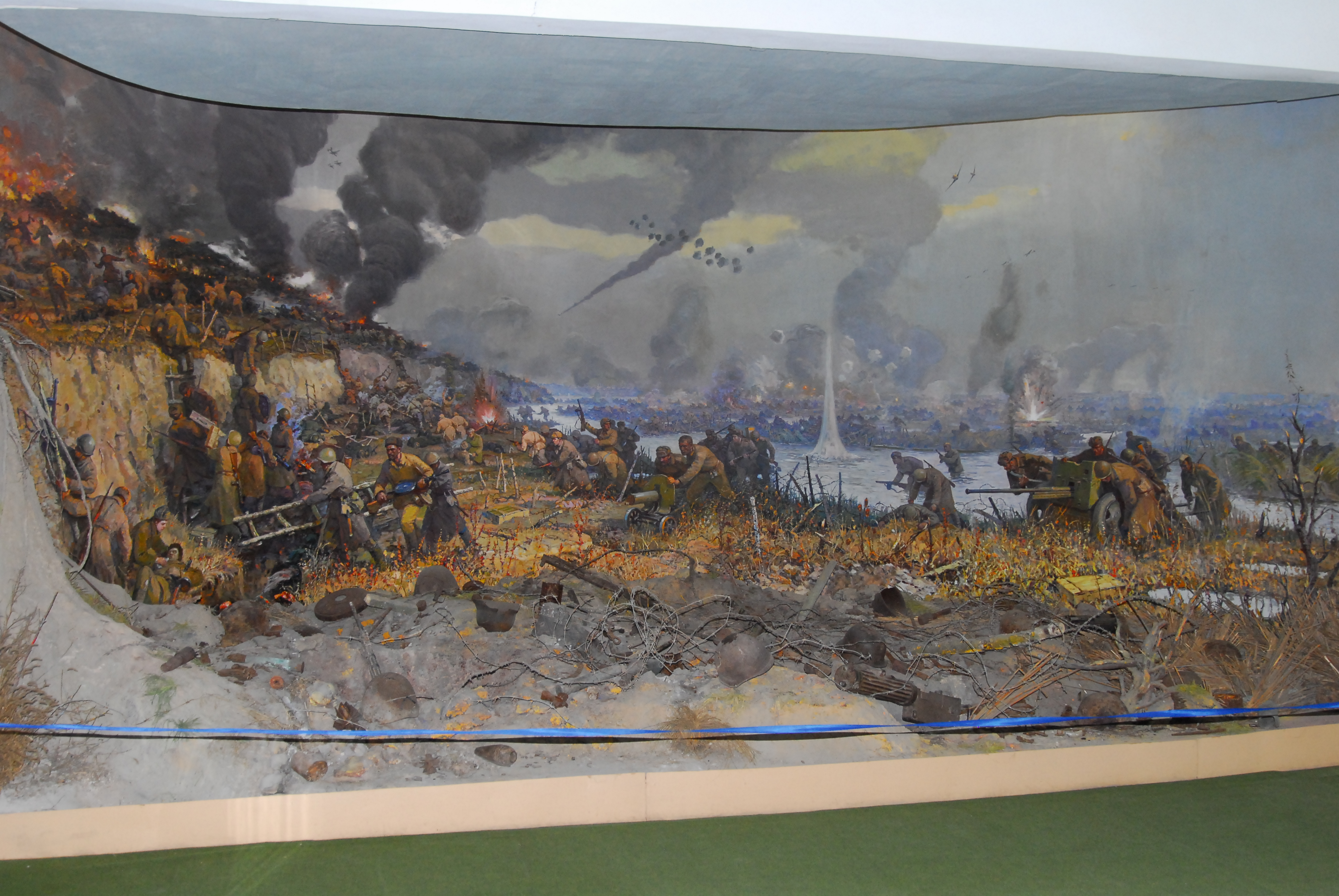
Diorama de un combate